# Museo Estatal de Comercio en Stuttgart

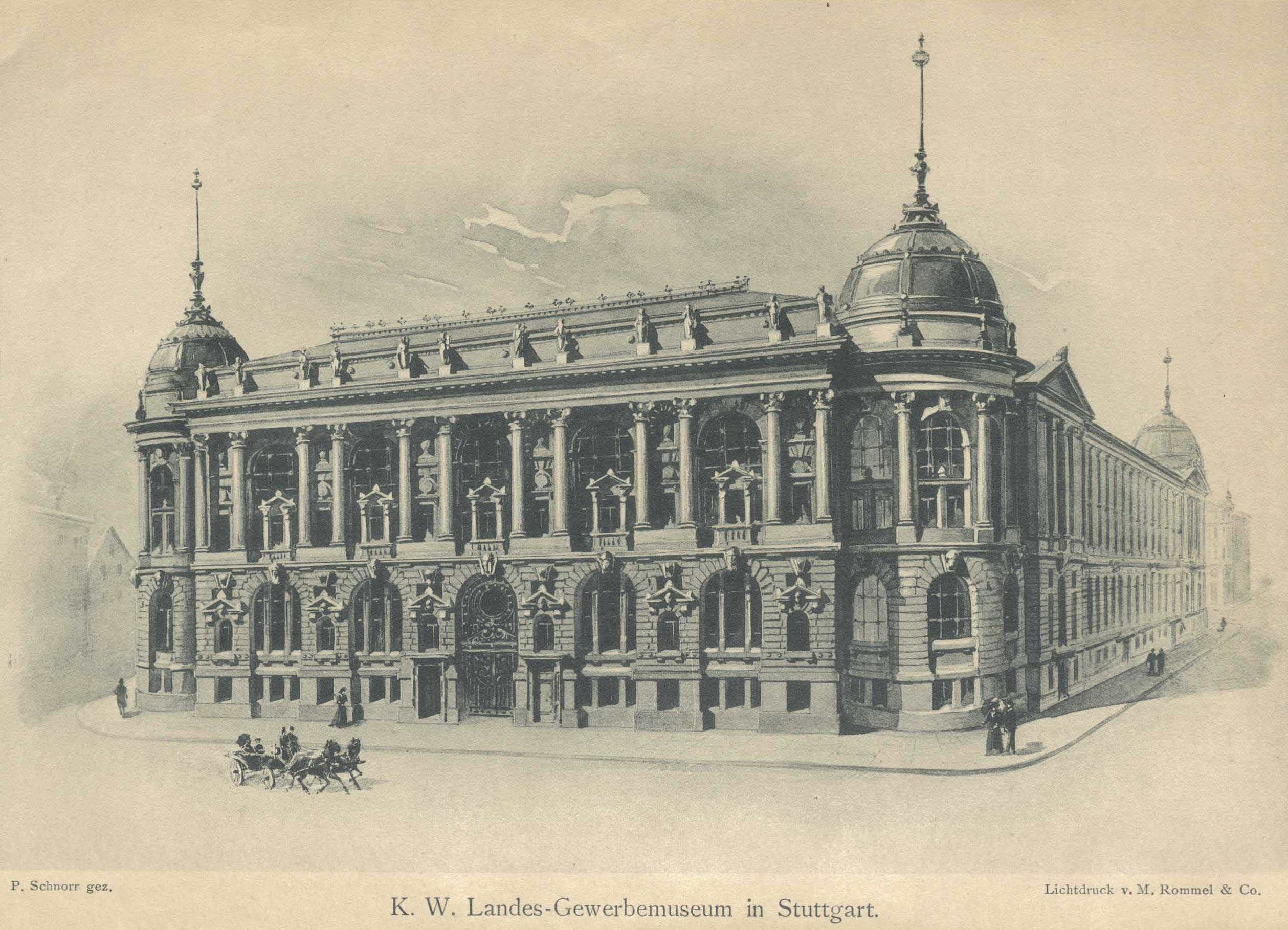
Edificio principal del Landesgewerbemuseum, 1896

El Museo Estatal de Comercio en Stuttgart fue construido entre 1890 y 1896 según los planos de Skjøld Neckelmann para promover la economía en Württemberg. Tras la destrucción de la Segunda Guerra Mundial fue restaurado provisionalmente, pero perdió su función como museo en 1968. Entre 1985 y 1990 se volvió a dedicar como centro para el desarrollo económico nacional y en 1988 pasó a llamarse Casa de la Economía.

## Descripción
|   |                                                  | \| \| Parte \| Calle \| \| - \| ------------------------------------------------ \| -------------------- \| \| 1 \| Cúpula izquierda \| Calle Willi-Bleicher \| \| 2 \| Sección principal con fachadas laterales 2a y 2b \| Calle Willi-Bleicher \| \| 3 \| Cúpula derecha \| Calle Willi-Bleicher \| \| 4 \| Ala derecha con proyecciones 4a y 4b \| Calle del castillo \| \| 5 \| Cúpula trasera \| Calle del castillo \| \| 6 \| Sección trasera con salientes 6a y 6b \| Kienestrasse \| \| 7 \| Ala izquierda con proyecciones 7a y 7b \| Hospitalstraße \| Landesgewerbemuseum, plano de planta de la planta baja.> Números rojos: Números de parte del edificio. El norte está a la derecha. |
|   | Parte                                            | Calle |
| 1 | Cúpula izquierda                                 | Calle Willi-Bleicher |
| 2 | Sección principal con fachadas laterales 2a y 2b | Calle Willi-Bleicher |
| 3 | Cúpula derecha                                   | Calle Willi-Bleicher |
| 4 | Ala derecha con proyecciones 4a y 4b             | Calle del castillo |
| 5 | Cúpula trasera                                   | Calle del castillo |
| 6 | Sección trasera con salientes 6a y 6b            | Kienestrasse |
| 7 | Ala izquierda con proyecciones 7a y 7b           | Hospitalstraße |

En 1850, se estableció un almacén modelo para mercancías nacionales y extranjeras en el antiguo cuartel de los legionarios al final de Obere Königstraße. En 1886, la tienda modelo pasó a llamarse Museo Estatal de Comercio. A lo largo de las décadas, la tienda creció cada vez más, pronto contenía una gran cantidad de exhibiciones, incluidas muchas máquinas, por lo que surgió la necesidad de construir un nuevo edificio para el museo.
Se seleccionó una ubicación en el distrito del hospital para edificar un nuevo edificio. Allí se ubicaban el antiguo cuartel de los guardaespaldas y la antigua iglesia de la guarnición, que fueron demolidos en 1889 para dar cabida al Landesgewerbemuseum.
El solar tiene la forma de una cometa con su punta larga apuntando al oeste y está bordeado por Willi-Bleicher-Strasse, Schloßstrasse, Kienestrasse y la extensión noreste de Hospitalstrasse. Las cuatro fachadas se erigieron paralelas a las calles colindantes con el fin de aprovechar al máximo el terreno. Dos dificultades particulares tuvieron que ser superadas durante la planificación:
- Los ángulos oblicuos de las tres esquinas permanecen ocultos al espectador, especialmente en el  interior, mientras que al exterioir se e solvento con rotondas en las esquinas torcidas.

- Para salvar los desniveles de las calles aledañas, la planta baja se colocó 5 metros por encima del punto más bajo de la propiedad en la esquina de Willi-Bleicher-Strasse y Schloßstrasse. Por lo tanto, la planta baja de Kienestraße está solo ligeramente por encima del nivel de la calle.

Fue construido en estilo neorrenacentista y neobarroco entre 1893 y 1896 según los planos de Skjøld Neckelmann. Consiste en una sección principal (Willi-Bleicher-Straße) flanuqeado por dos que lo flanquean, y el ala izquierda contigua (Hospitalstraße) y el ala derecha (Schlossstraße). Estos están conectados en sus extremos por el alerón trasero (Kienestrasse). El ángulo agudo entre el alerón trasero y el derecho también está oculto por una cúpula.

## Esculturas de las fachadas
Las cuatro fachadas (sin incluir las estructuras abovedadas) tienen 275 metros de largo y están adornadas con una rica decoración escultórica. El programa artístico de las fachadas de arenisca incluye 20 medallones de retratos y 41 claves.

### Medallones de retrato
Existen 20 medallones redondos en relieve con retratos de cabezas de destacados habitantes de Württember. En 1895, las cabezas de los retratos fueron "modeladas y ejecutadas con sumo cuidado por el escultor Gäckle con la colaboración del profesor Neckelmann ".
La lista de medallones de retratos está dispuesta en sentido contrario a las agujas del reloj. Comienza en la parte 2a del edificio, la fachada del lado izquierdo del edificio principal en Willi-Bleicher-Strasse.
| N.º       | Apellido                      | profesión                  | Calle                  | parte |
| --------- | ----------------------------- | -------------------------- | ---------------------- | ----- |
| 1         | Mateo Boeblinger              | arquitecto                 | Willi-Bleicher-Strasse | 2a    |
| 2         | Christian Friedrich von Leins | arquitecto                 | Willi-Bleicher-Strasse | 2     |
| 3         | Karl von Varnbuler            | Político                   | Willi-Bleicher-Strasse | 2     |
| 4         | Lista de Federico             | economista                 | Willi-Bleicher-Strasse | 2     |
| 5         | Johann Friedrich Cotta        | editor                     | Willi-Bleicher-Strasse | 2     |
| 6         | Adolfo von Goppelt            | Político                   | Willi-Bleicher-Strasse | 2     |
| 7         | Carlos Etzel                  | arquitecto                 | Willi-Bleicher-Strasse | 2     |
| 8         | Jörg Syrlin el Viejo          | escultor                   | Willi-Bleicher-Strasse | 2B    |
| 9         | Karl Deffner                  | emprendedor                | calle del castillo     | 4a    |
| 10        | Emilio Kessler                | emprendedor                | calle del castillo     | 4a    |
| 11        | Jorge Peter Bruckman          | emprendedor                | calle del castillo     | 4b    |
| 12        | Konrad Weitbrecht             | escultor                   | calle del castillo     | 4b    |
| 13        | Gottlieb Meebold              | emprendedor                | Kienestrasse           | 6     |
| 14        | Christian Jacob Zahn          | emprendedor                | Kienestrasse           | 6     |
| 15        | Caminante Eberhard            | fabricante de instrumentos | Kienestrasse           | 6     |
| dieciséis | lorenz schiedmayer            | fabricante de instrumentos | Kienestrasse           | 6     |
| 17        | agosto de weckherlin          | agrónomo                   | Kienestrasse           | 6     |
| 18        | Gustav Walz                   | agrónomo                   | Kienestrasse           | 6     |
| 19        | Felipe Mateo Hahn             | pastor e ingeniero         | Hospitalstraße         | 7a    |
| 20        | Christian Gottlob Gmelin      | Químico                    | Hospitalstraße         | 7b    |

### Claves

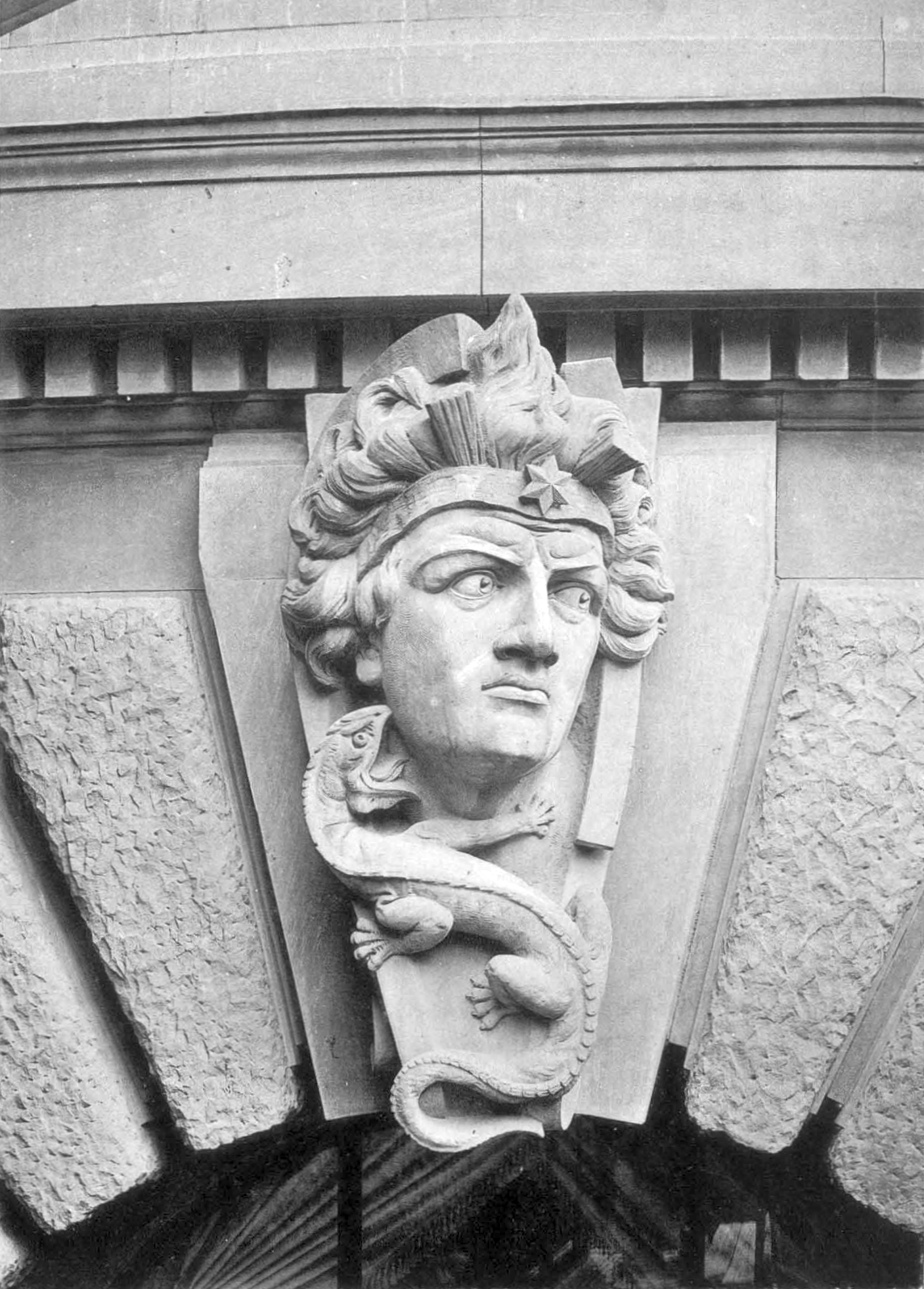
Schlussstein 1 Feuer, 1898.
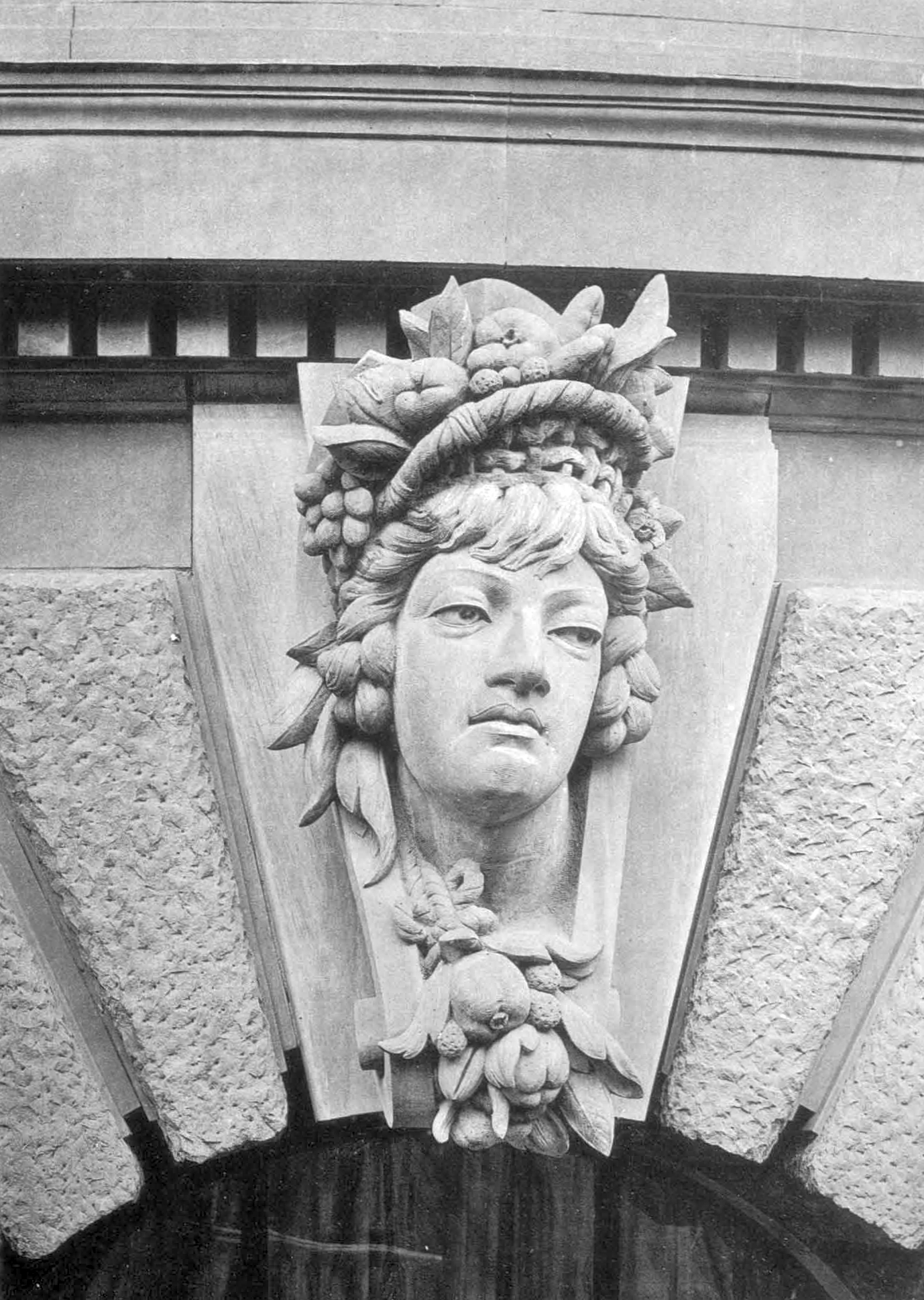
Schlussstein 2 Erde, 1898.
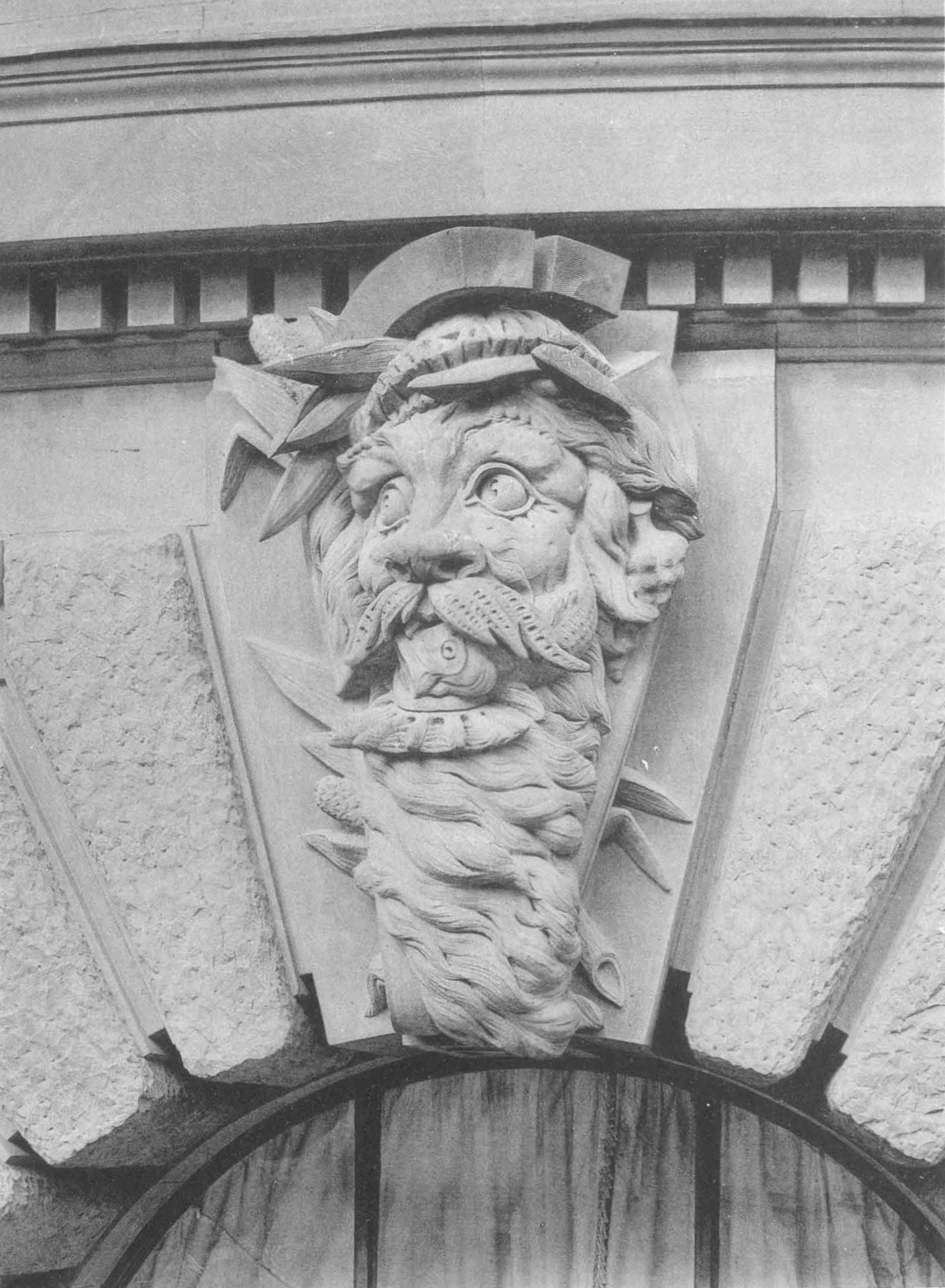
Schlussstein 3 Wasser, 1898.
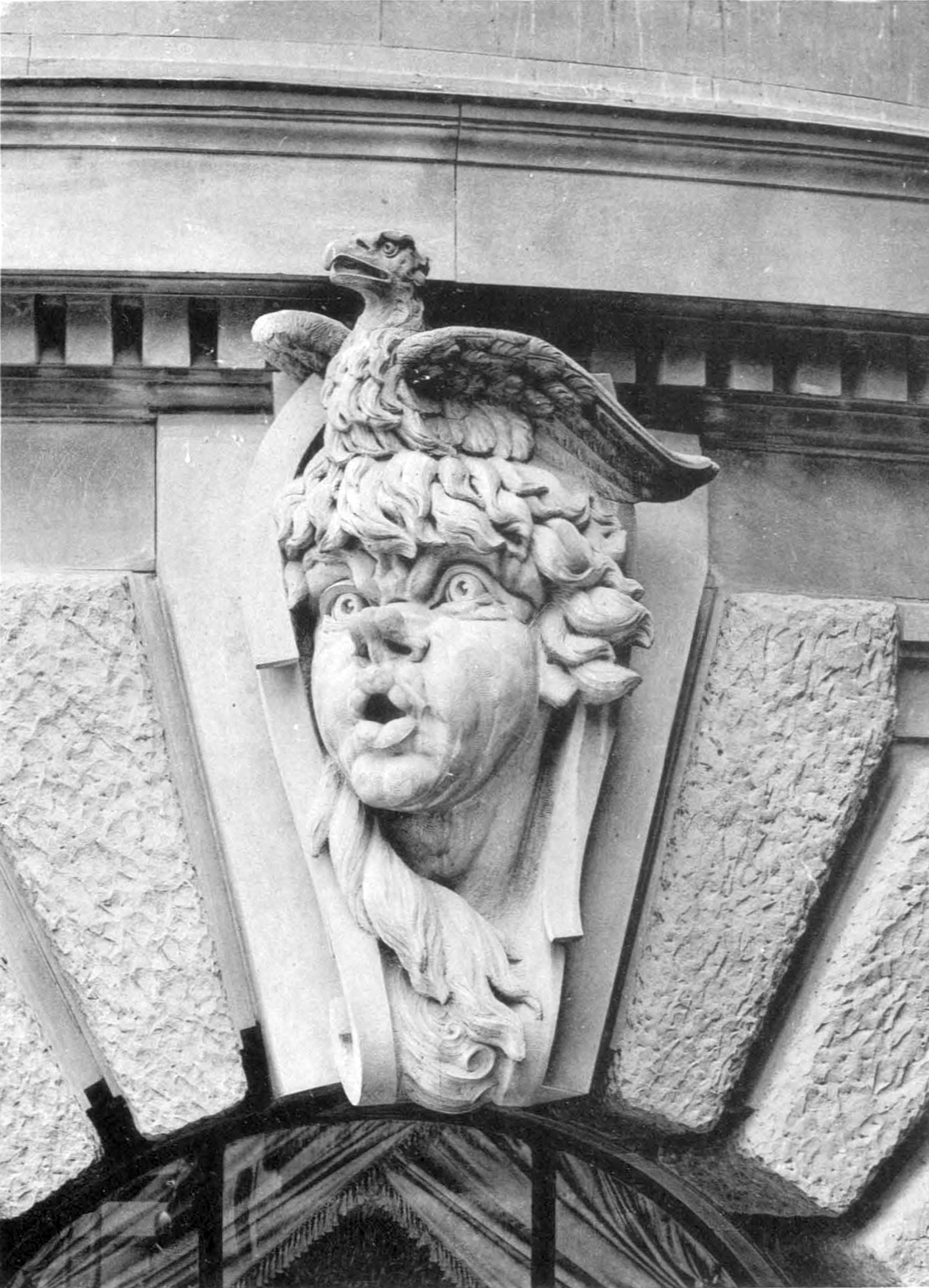
Schlussstein 4 Luft, 1898.
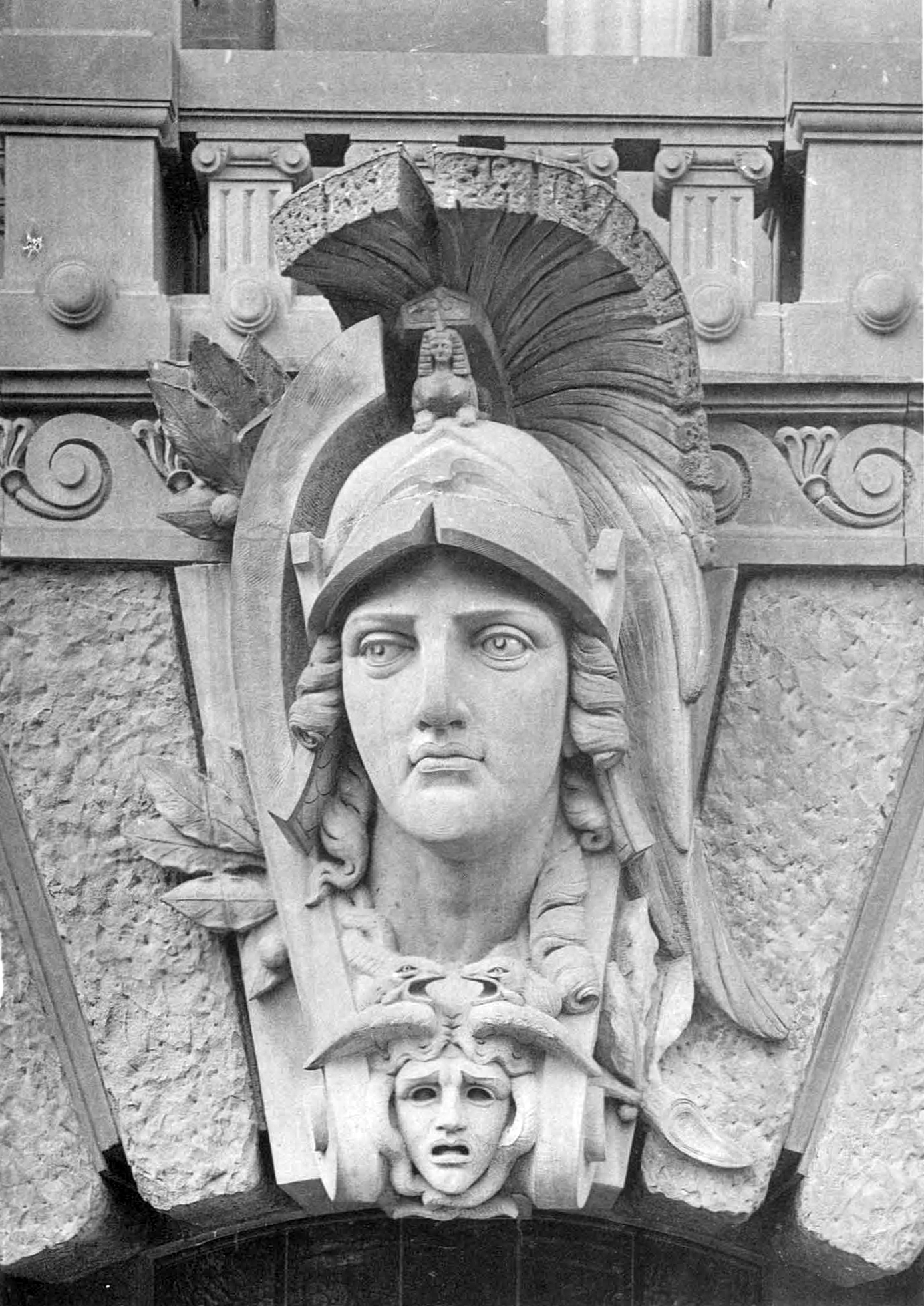
Schlussstein 8 Minerva, 1898.
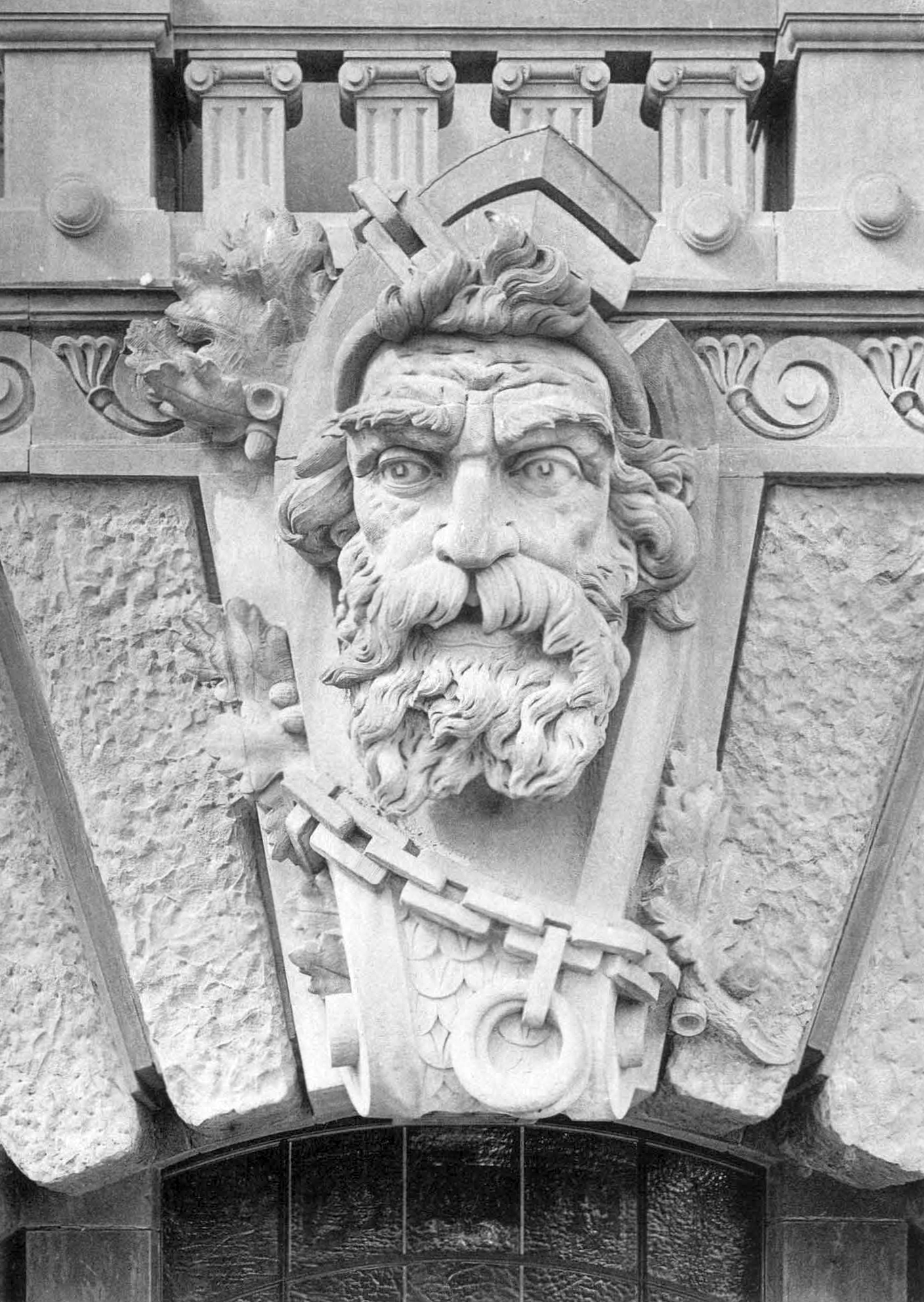
Schlussstein 9 Vulkan, 1898.

Las claves de los arcos lucen cabezas de mascarón o cartelas con escudos sobre 40 ventanas y sobre un portal. Las cabezas enmascaradas simbolizan oficios individuales y los cuatro elementos. Los escudos de armas simbolizan oficios individuales de la agricultura, la artesanía y la industria a través de atributos típicos. En 1895, las cabezas de las máscaras fueron "modeladas y ejecutadas con sumo cuidado por el escultor Gäckle con la colaboración del profesor Neckelmann", el escudo de armas fue modelado y ejecutado por los yeseros Rothe & Hilliger.
La lista de claves está dispuesta en sentido contrario a las agujas del reloj. Comienza en la parte 1 del edificio, la cúpula a la izquierda en Willi-Bleicher-Strasse.

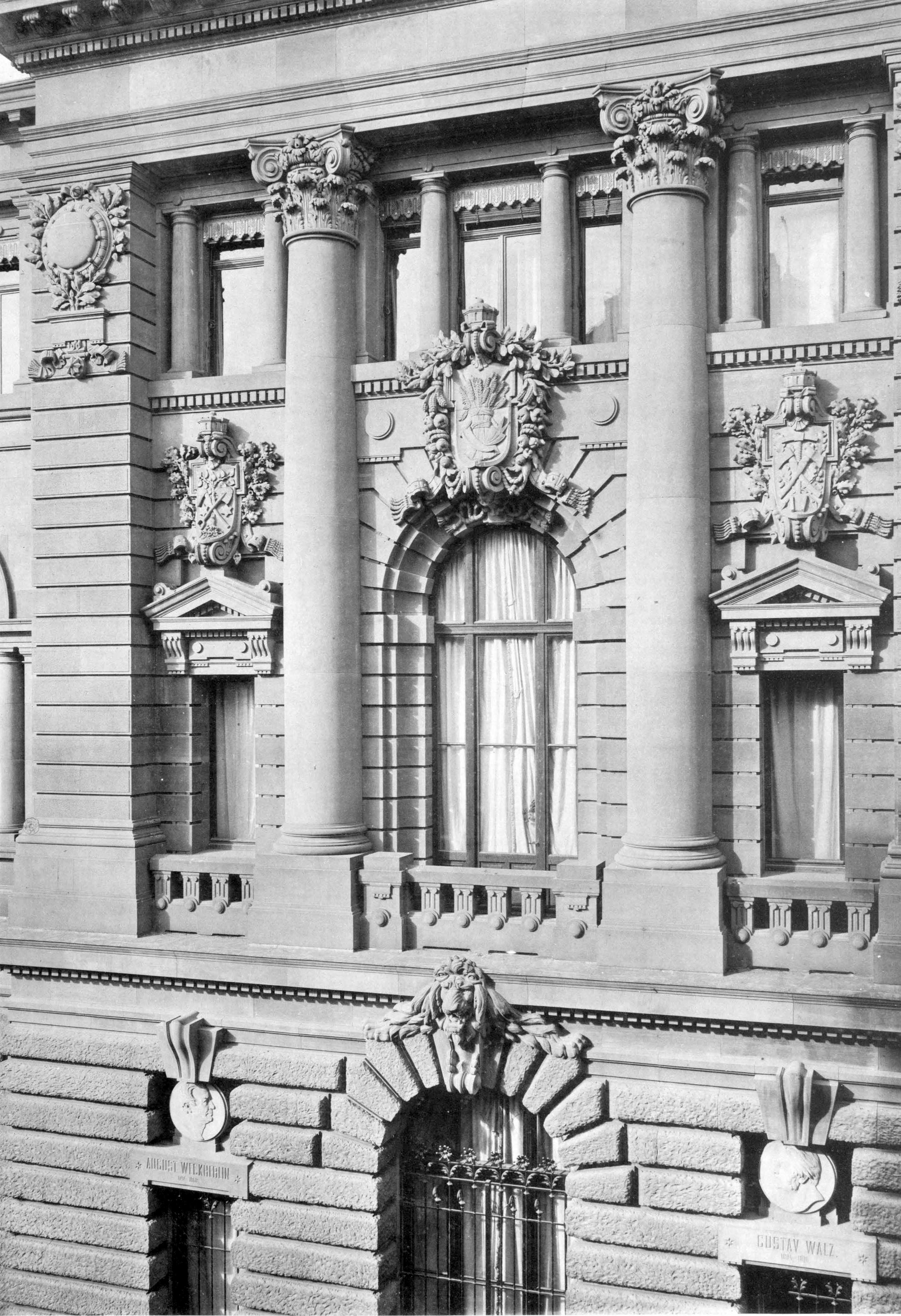
Cuerpo de vanguardia derecho del alerón trasero con claves 39–41 (escudos heráldicos con símbolos de horticultura, cultivo y agricultura), 1898.

| Nr. | Figura                           | Calle                 | Sección |
| --- | -------------------------------- | --------------------- | ------- |
| 1   | Feuer                            | Willi-Bleicher-Straße | 1       |
| 2   | Erde                             | Willi-Bleicher-Straße | 1       |
| 3   | Wasser                           | Willi-Bleicher-Straße | 1       |
| 4   | Luft                             | Willi-Bleicher-Straße | 1       |
| 5   | Mercurio (Handel)                | Willi-Bleicher-Straße | 2       |
| 6   | Ceres (Landwirtschaft)           | Willi-Bleicher-Straße | 2       |
| 7   | Wappen Württembergs              | Willi-Bleicher-Straße | 2       |
| 8   | Minerva (Wissenschaft und Kunst) | Willi-Bleicher-Straße | 2       |
| 9   | Vulcano (Gewerbe)                | Willi-Bleicher-Straße | 2       |
| 10  | Waldbau                          | Willi-Bleicher-Straße | 3       |
| 11  | Weinbau                          | Willi-Bleicher-Straße | 3       |
| 12  | Fischerei                        | Willi-Bleicher-Straße | 3       |
| 13  | Jagd                             | Willi-Bleicher-Straße | 3       |
| 14  | Hüttenwesen                      | Schloßstraße          | 4a      |
| 15  | Maschinenbau                     | Schloßstraße          | 4a      |
| 16  | Wegbau                           | Schloßstraße          | 4a      |
| 17  | Zinngießer                       | Schloßstraße          | 4       |
| 18  | Weber                            | Schloßstraße          | 4       |
| 19  | Färber                           | Schloßstraße          | 4       |
| 20  | Schneider                        | Schloßstraße          | 4       |
| 21  | Schuhmacher                      | Schloßstraße          | 4       |
| 22  | Sattler                          | Schloßstraße          | 4       |
| 23  | Instrumentenmacher               | Schloßstraße          | 4       |
| 24  | Wagenbauer                       | Schloßstraße          | 4       |
| 25  | Bildhauer                        | Schloßstraße          | 4b      |
| 26  | Goldschmiede                     | Schloßstraße          | 4b      |
| 27  | Glockengießer                    | Schloßstraße          | 4b      |
| 28  | Pomona (Garten- und Obstbau)     | Schloßstraße          | 5       |
| 29  | Gerber                           | Kienestraße           | 6a      |
| 30  | Buchdrucker                      | Kienestraße           | 6a      |
| 31  | Buchbinder                       | Kienestraße           | 6a      |
| 32  | Gipser und Stuckatoren           | Kienestraße           | 6       |
| 33  | Maurer                           | Kienestraße           | 6       |
| 34  | Steinhauer                       | Kienestraße           | 6       |
| 35  | Zimmerleute                      | Kienestraße           | 6       |
| 36  | Schreiner                        | Kienestraße           | 6       |
| 37  | Schlosser                        | Kienestraße           | 6       |
| 38  | Schmiede                         | Kienestraße           | 6       |
| 39  | Gartenbau                        | Kienestraße           | 6b      |
| 40  | Feldbau                          | Kienestraße           | 6b      |
| 41  | Waldbau                          | Kienestraße           | 6b      |

### Otras esculturas

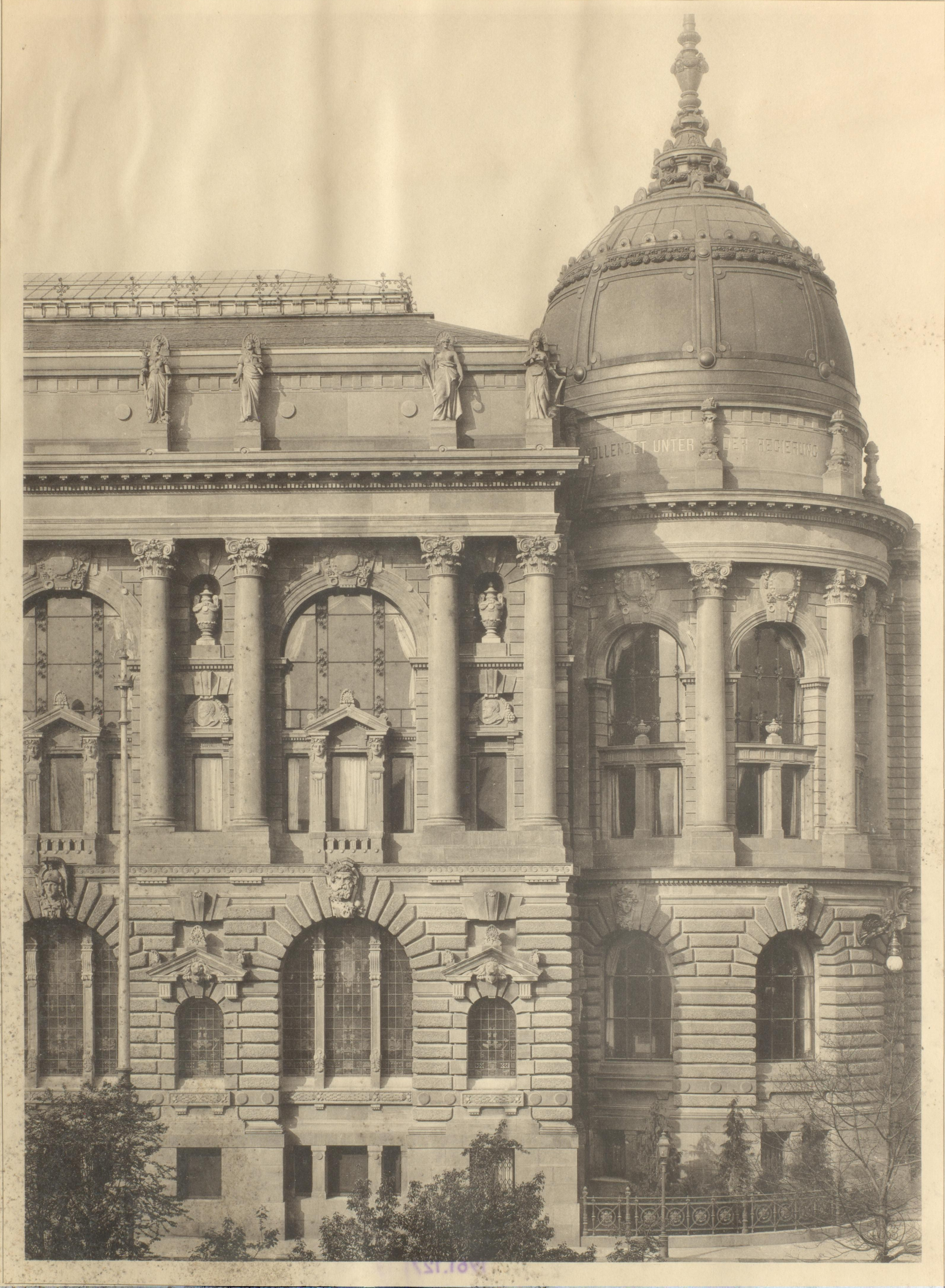
Edificio principal con estatuas en el ático, nichos de ánforas, medallones de retratos y claves. Cúpula derecha con candelabros de buhardilla, cubierta de conchas y claves.
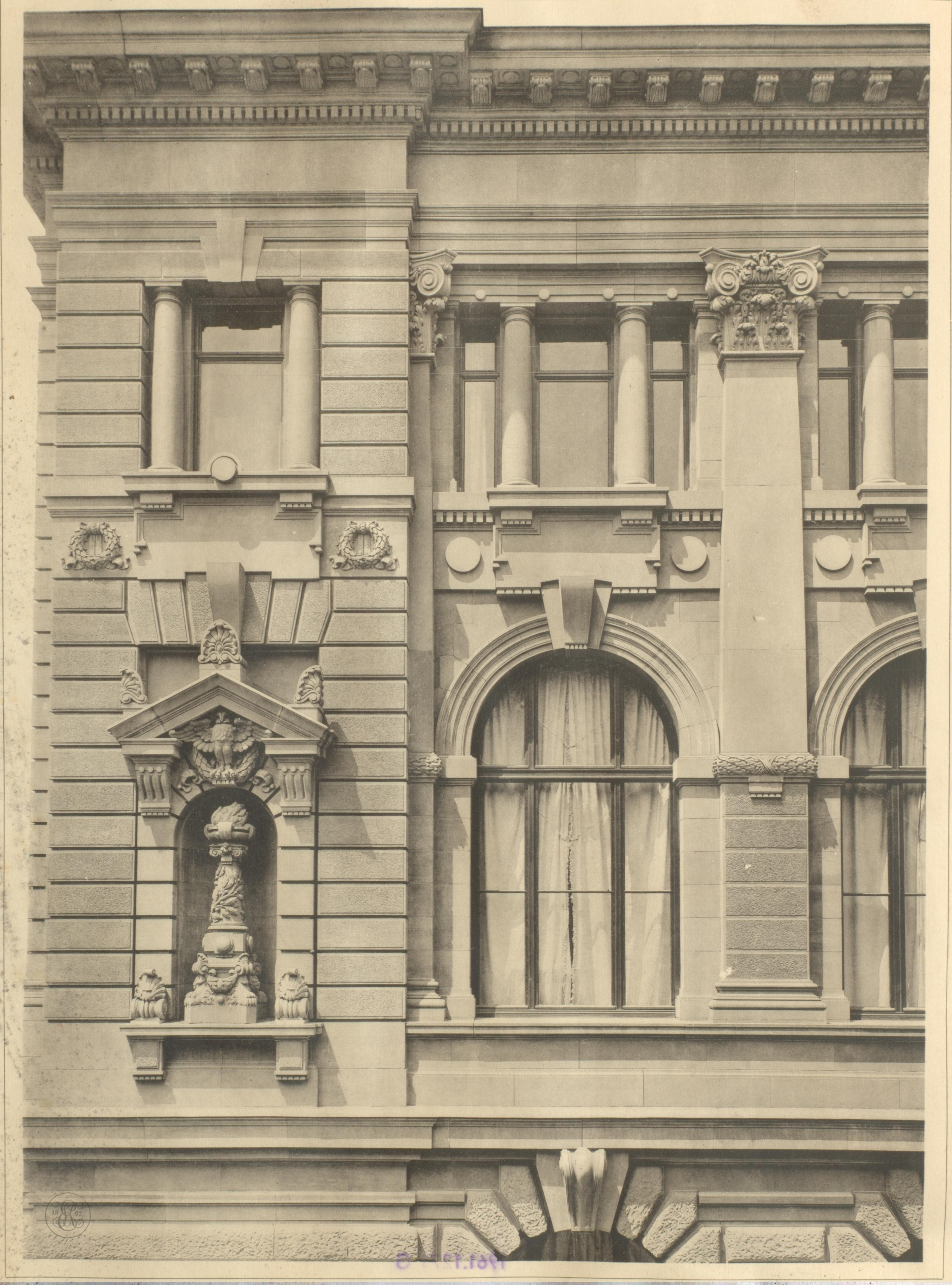
Saliente de esquina del ala izquierda con un magnífico candelabro.
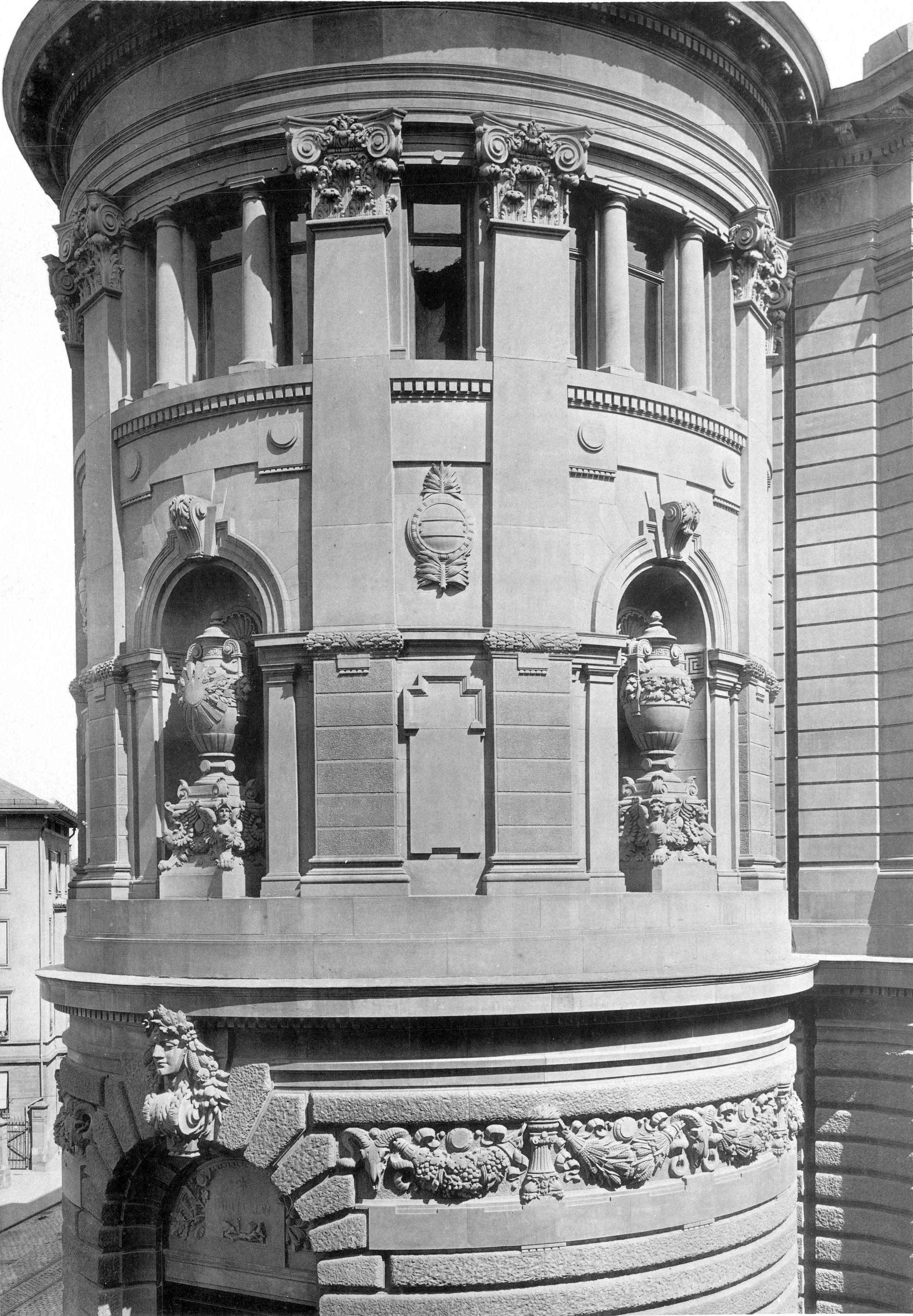
Cúpula trasera con magníficas ánforas, clave (Pomona) y friso de guirnaldas.

#### Ático
La sección central estaba coronado entre la cornisa principal y el ático por 12 estatuas alegóricas, de 2,76 metros de altura, sobre bases en forma de cubo. La corona del ático estaba adornada con ladrillos frontales en forma de concha que actuaban como un nimbo detrás de las cabezas de las estatuas. Las estatuas estaban dispuestas en parejas sobre las columnas acopladas del segundo piso.
Seis escultores de Stuttgart crearon cada uno dos de las estatuas: Ernst Curfeß (arquitectura e ingeniería), Hermann Bach (comercio y navegación), Georg Rheineck (ingeniería mecánica e ingeniería eléctrica), Adolf Fremd (física y química), Albert Gäckle (artes y oficios) y Theodor Bausch (agricultura y minería).
Las estatuas fueron retiradas alrededor de 1965 y almacenadas en diferentes lugares, actualmente en una fábrica de piedra natural en Eppingen. Los pedestales frente al ático y los elementos decorativos a la altura de las cabezas de las estatuas siguen siendo recordatorios del regreso pendiente de las estatuas.

#### Faroles
- Las dos cúpulas frontales estaban coronadas entre la cornisa principal y el ático por 4 faroles, cada uno sobre bases en forma de cubo. Los candelabros se dispusieron sobre las 4 columnas del segundo piso. Después de la destrucción de la Segunda Guerra Mundial, solo quedaron las bases de los candelabros.
- Las dos vanguardias uniaxiales de esquina del ala izquierda portan un magnífico candelabro en una hornacina semicircular. Está coronada por un frontón triangular roto, en cuyo hueco se entroniza un águila con las alas extendidas en una corona de laurel.

Los faroles fueron modelados y ejecutados por los yeseros Rothe & Hilliger.

#### Jarrones
- Un nicho semicircular con un ánfora con tapa está dispuesto entre cada par de columnas acopladas en el primer piso del edificio principal sobre una ventana estrecha y un nicho con un medallón de retrato.
- Las ventanas arqueadas en el primer piso de los edificios abovedados delanteros tenían, cada una, una cubierta de tapa pequeña con dos manijas (lekanis) en el alféizar de la ventana hasta la Segunda Guerra Mundial.
- Tres nichos semicirculares en el primer piso del edificio abovedado trasero llevan ánforas ceremoniales cubiertas con un par de grifos en la base.

Los jarrones fueron modelados y ejecutados por los yeseros Rothe & Hilliger.

#### Friso de guirnaldas
El portal de la parte de atrás lleva la cabeza de Pomona (diosa romana de la jardinería y el cultivo de frutas) como piedra angular. Un friso de bucrania se extiende a ambos lados, cada uno de los cuales consta de cuatro guirnaldas colgadas alternativamente en candelabros y cráneos de buey con cuernos.